# ماري إيلين هوبكينز
ماري إيلين هوبكينز (بالإنجليزية: Mary Ellen Hopkins)‏ هي كاتِبة أمريكية، ولدت في 1932، وتوفيت في 2013.